# 존 에이브럼스
존 에이브럼스(Jon Abrahams, 1977년 10월 29일 ~ )는 미국의 배우이다.

## 출연 작품
- 미트 페어런츠
- 무서운 영화